# Daintree
Daintree (Daintree Village) is een plaats in de Australische deelstaat Queensland en telt 78 inwoners (2006).
Daintree is ook de naam van de regio, die zich uitstrekt van Daintree Village tot Cape Tribulation, en het Daintree National Park dat reikt vanaf het plaatsje Mossman tot Wujul Wujul. De Daintree rivier doorsnijdt de regio en ten noorden van de rivier zijn wat kleine nederzettingen zoals Cow Bay en Cape Tribulation.

## Daintree regenwoud & nationaal park
Het Daintree regenwoud is het oudste regenwoud op de wereld. Schattingen van 100 tot zelfs 130 miljoen jaar oud maken dit regenwoud een stuk ouder dan de meer beroemde Amazoneregenwoud. Deze jungle bevat een ongelofelijke verscheidenheid aan plant= en diersoorten, vele bedreigd, andere uniek voor dit gebied. Er zijn zelfs bomen ontdekt hier die volgens wetenschappers al lang uitgestorven waren.
De eerste Europeanen kwamen hier pas in 1880 aan en hakten rond het huidige Daintree Village alle red=cedarbomen om. Pas in 1932 arriveerde de eerste blanke inwoner in het huidige Cape Tribulation.
In de jaren 70 ontdekten de hippies dit gebied, in de jaren 80 volgden de toeristen en begon het gebied bewoond te worden.
In 1981 werd de Daintree door de Australische regering in Canberra tot Nationaal Park uitgeroepen, onder protest van gemeente en regering van Queensland, en in 1988 op de Werelderfgoedlijst geplaatst, wederom onder protest van beide.
Het Daintreegebied was in de jaren 80 regelmatig in het nieuws toen de plaatselijke gemeente had besloten met bulldozers een weg door het regenwoud naar het noorden aan te leggen. Honderden protestanten blokkeerden de bulldozers, maar dankzij de politie die ook in grote aantallen kwam opdraven is de weg toch afgemaakt. Dit werd bekend als de Bloomfield Track Blockade. Dertig jaar later is de weg nog steeds onverhard en is deze nog steeds een avontuur voor toeristen met fourwheeldrives.
Achter de schermen heeft zich er politiek heel wat afgespeeld over de jaren. Nadat via corrupte politici er grond was verkocht in het Daintree regenwoud dat in percelen verdeeld werd en mensen hier begonnen te wonen, waren er ook politici met andere gedachten die probeerden de bevolking weer te verdrijven. Mensen die betaald hadden voor hun land vonden dat ze alle recht hadden om er te wonen, maar zowel gemeente als staatsregering probeerden op allerlei manieren om de plaatselijke economie te saboteren. De burgemeester Mike Berwick wist de staat ertoe over te halen om de aanleg van het elektriciteitsnet te stoppen, met gemengde resultaten. Het vertraagde de economische ontwikkeling van het gebied, maar veroorzaakte een milieuprobleem door vervuiling door generators en vele oude accu's. De bevolking leeft in energie-armoede door de hoge kosten van elektriciteit en krijgt geen hulp van de regering.
Desondanks is de Daintree een populaire bestemming voor toeristen, dankzij het indrukwekkende regenwoud, de prachtige stranden en het Groot Barrièrerif voor de kust. Krokodillen zwemmen in de rivieren en kreken en de met uitsterven bedreigde kasuaris loopt hier ook nog steeds rond.
Het gebied heeft een aantal resorts, backpackershostels, campings en bed & breakfasts als onderkomen voor toeristen, die zich amuseren met activiteiten zoals begeleide nachtwandelingen, 4-wheel-drive-tours, paardrijden, kajakken, exotisch fruit proeven, junglesurfen en krokodillentours. Er is ook een interessant sculpturenpad te volgen door het regenwoud bij de Rainforest Hideaway B&B in Cape Tribulation.
Op 29 september 2021 verkreeg het Kuku Yalanji-volk, afstammelingen van de oorspronkelijke bewoners van het regenwoud, formeel het eigendom terug van 160.213 hectare land, van Mossman tot Cooktown, inclusief het Daintree National Park. De overdracht was het resultaat van een historisch verzoeningsproces tussen de traditionele hoeders van het woud en de regering van Queensland.